# فاجرا

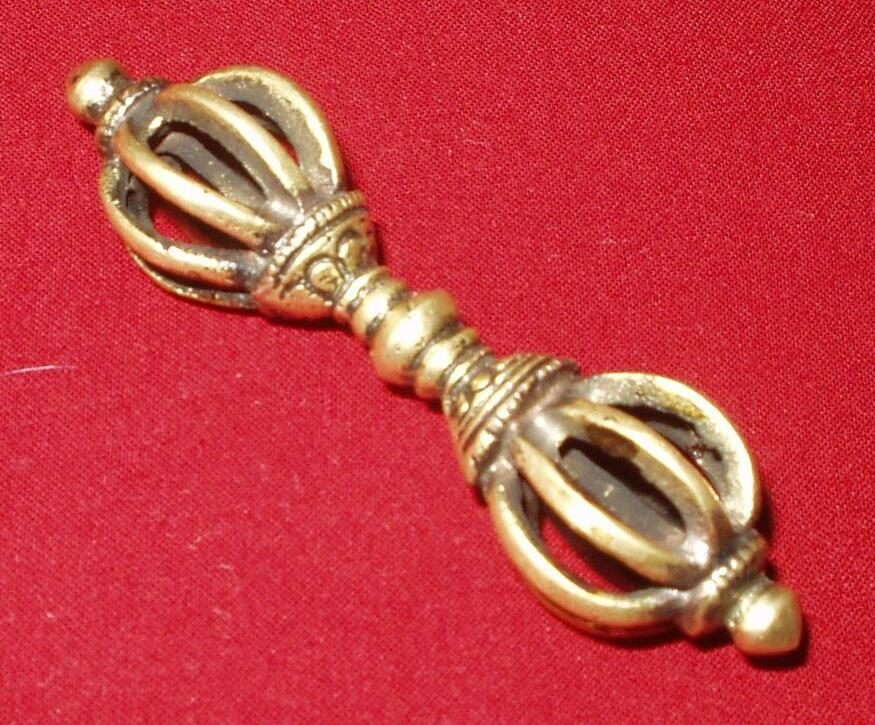
فاجرا تبتية

الفاجرا (أو دورجي بالتبتية) هو سلاح شعائري يرمز إلى خصائص الألماس (لا يدمر) والصاعقة (قوته لا تقاوم) وهي الكلمة السنسكريتية التي تحمل كلا المعنيين.
يعد الفاجرا نوع من الهراوات ذو رأس كروي مضلع. قد تلتقي أضلاعه في قمة على شكل كرة، أو قد تظل منفصلة وتنتهي بنقاط حادة يمكن الطعن بها. وهو سلاح إله المطر والرعد الهندي الفيدي إندرا، ويستخدم رمزيًا في تقاليد دارما البوذية والجاينية والهندوسية، ويمثل غالبًا ثبات الروح والقوة الروحية.
يعتبر الفاجرا، وفقًا للأساطير الهندية، أحد أقوى الأسلحة في الكون. انتشر استخدام الفاجرا كأداة رمزية وشعائرية من الديانة الهندوسية إلى الديانات الأخرى في الهند وأجزاء أخرى من آسيا.

## الأوصاف المبكرة

### الريجفيدا
يوجد أقدم ذكر للفاجرا في الريجفدا، وهي جزء من الفيدات الأربعة. يوصف بأنه سلاح إندرا، رئيس الآلهة. يوصف إندرا بأنه استخدم الفاجرا لقتل المذنبين والجهلاء. تذكر الريجفدا أن تفاستار، صانع الأدوات الإلهية، صنع السلاح لإندرا. وتصف القصة المرتبطة إندرا يستخدم الفاجرا، ممسكًا به بيده، لقتل الأسورا فريترا، الذي اتخذ شكل ثعبان.
بسبب مهارة إندرا في استخدام الفاجرا، استُخدمت بعض الألقاب له في الريجفيدا مثل فاجرابريت (حامل الفاجرا)، فاجريفات أو فاجرين (المسلح بالفاجرا)، فاجرادكشينا (ممسك الفاجرا في يده اليمنى)، و فاجراباهو أو فاجراهاستا (ممسك الفاجرا في يده). استمر ارتباط الفاجرا بإندرا مع بعض التعديلات في الأدب البوراني اللاحق وفي الأعمال البوذية. ربط بوذاغوسا، أحد الشخصيات الرئيسية في البوذية التيرافادية في القرن الخامس، بين البوديساتفا فاجراباني وإندرا.

### البورانات
تصف العديد من البورانات اللاحقة الفاجرا، مع تعديل القصة من الأصل الريجفيدي. تتضمن إحدى الإضافات الرئيسية دور الحكيم داديشي. وفقًا لإحدى الروايات، يطرد الأسورا فريترا إندرا، ملك الديفا، ذات مرة خارج ديفالوكا. كان لدى الأسورا فريترا هبة هي أنه لا يُقتل بأي سلاح معروف قبل تاريخ اكتسابه للهبة، بالإضافة إلى أنه لا يمكن أذيته بأي سلاح مصنوع من الخشب أو المعدن. قيل إن إندرا، الذي فقد كل أماله في استعادة مملكته، تقرب من شيفا الذي لم يستطع مساعدته. ذهب إندرا مع شيفا وبراهما لطلب المساعدة من فيشنو. كشف فيشنو لإندرا أن السلاح المصنوع من عظام داديشي هو الوحيد القادر على هزيمة فريترا. لذلك تقرب إندرا وديفا آخر من الحكيم، الذي قطع إندرا رأسه ذات مرة، وطلب منه مساعدته في هزيمة فريترا. وافق داديشي على طلب الديفا لكنه قال إنه يتمنى أن يكون لديه وقت للذهاب في رحلة حج إلى جميع الأنهار المقدسة قبل أن يتخلى عن حياته لهم. جمع إندرا مياه جميع الأنهار المقدسة إلى غابة نيميشا، ما سمح للحكيم بتحقيق رغبته دون إضاعة المزيد من الوقت. يقال إن داديشي تخلى بعد ذلك عن حياته بفن اليوجا وبعد ذلك صنعت الآلهة الفاجرايودها من عموده الفقري. استُخدم هذا السلاح بعد ذلك لهزيمة الأسورا، فاستعاد إندرا مكانته كملك ديفالوكا.
توجد رواية أخرى من القصة يطلب من داديشي فيها حماية أسلحة الآلهة لأنهم لم يكونوا قادرين على مضاهاة الفنون السرية التي يستخدمها الأسورات للحصول عليها. يقال إن داديشي ظل في مهمته لفترة طويلة جدًا، حتى تعب أخيرًا من العمل، ويقال إنه حل الأسلحة في المياه المقدسة وشربها. عادت الديفات بعد فترة طويلة وطلبوا منه إعادة أسلحتهم حتى يتسنى لهم هزيمة الأسورات التي يقودها فريترا إلى الأبد. لكن داديشي أخبرهم بما فعله وأخبرهم أن أسلحتهم أصبحت الآن جزءًا من عظامه. أدرك داديشي أن عظامه كانت الطريقة الوحيدة التي يستطيع بها الديفات هزيمة الأسورات، فضحى بحياته طوعًا ورمى نفسه في حفرة من اللهب الروحاني الذي استدعاه بقوة تقشفه. ويقال إن براهما صنع عدد كبير من الأسلحة من عظام داديشي، بما فيها فاجرايودها، الذي صُنع من عموده الفقري. يقال إن الديفات هزموا الأسورات باستخدام الأسلحة المصنوعة بهذه الطريقة.